# انتخابات الرئاسة الرومانية 2014
انتخابات الرئاسة الرومانية 2014 هي الانتخابات الرئاسية التي جرت في 2 نوفمبر 2014، و16 نوفمبر 2014، في رومانيا، فاز بالانتخابات كلاوس يوهانيس.

## معرض صور

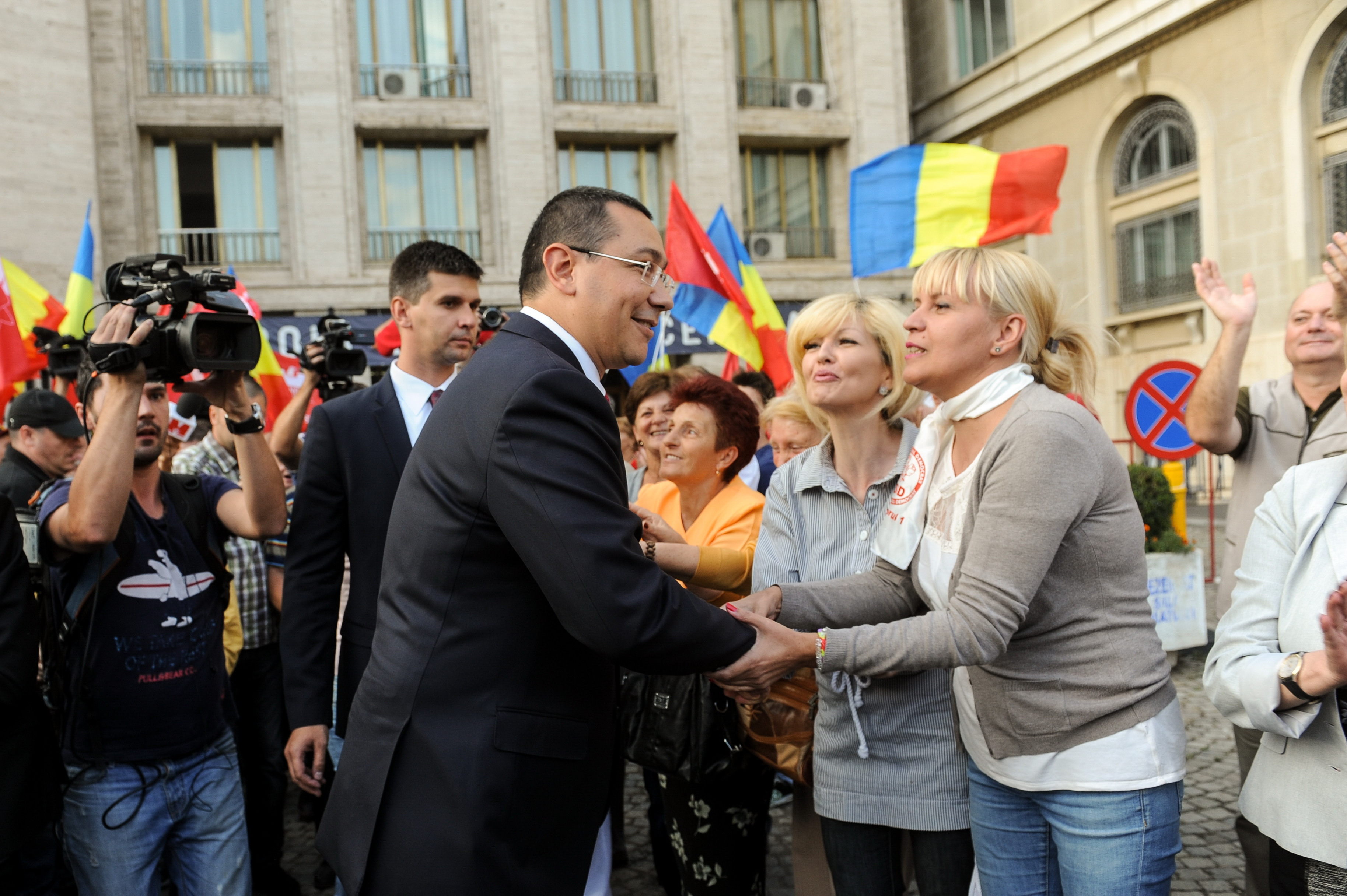
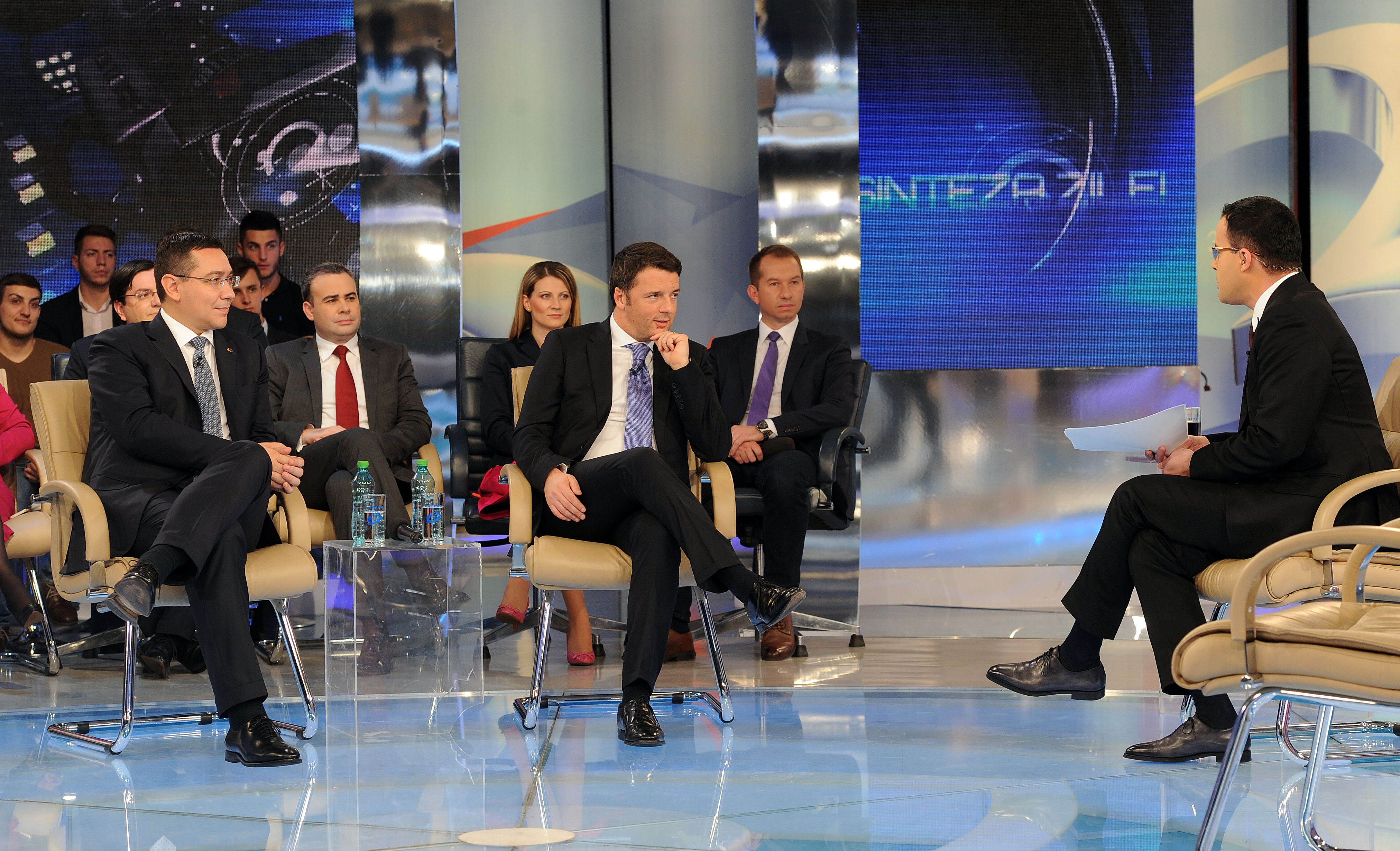
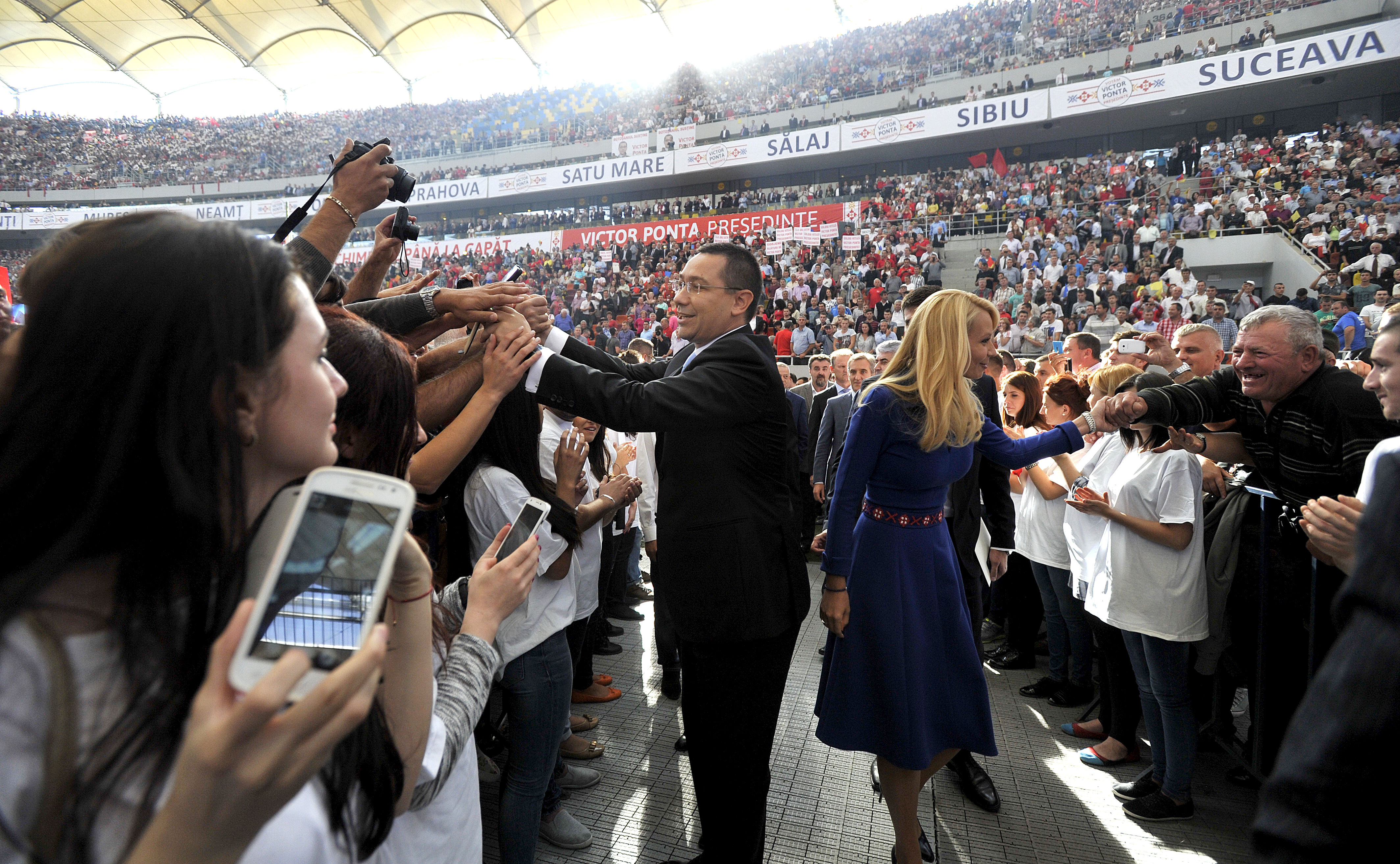
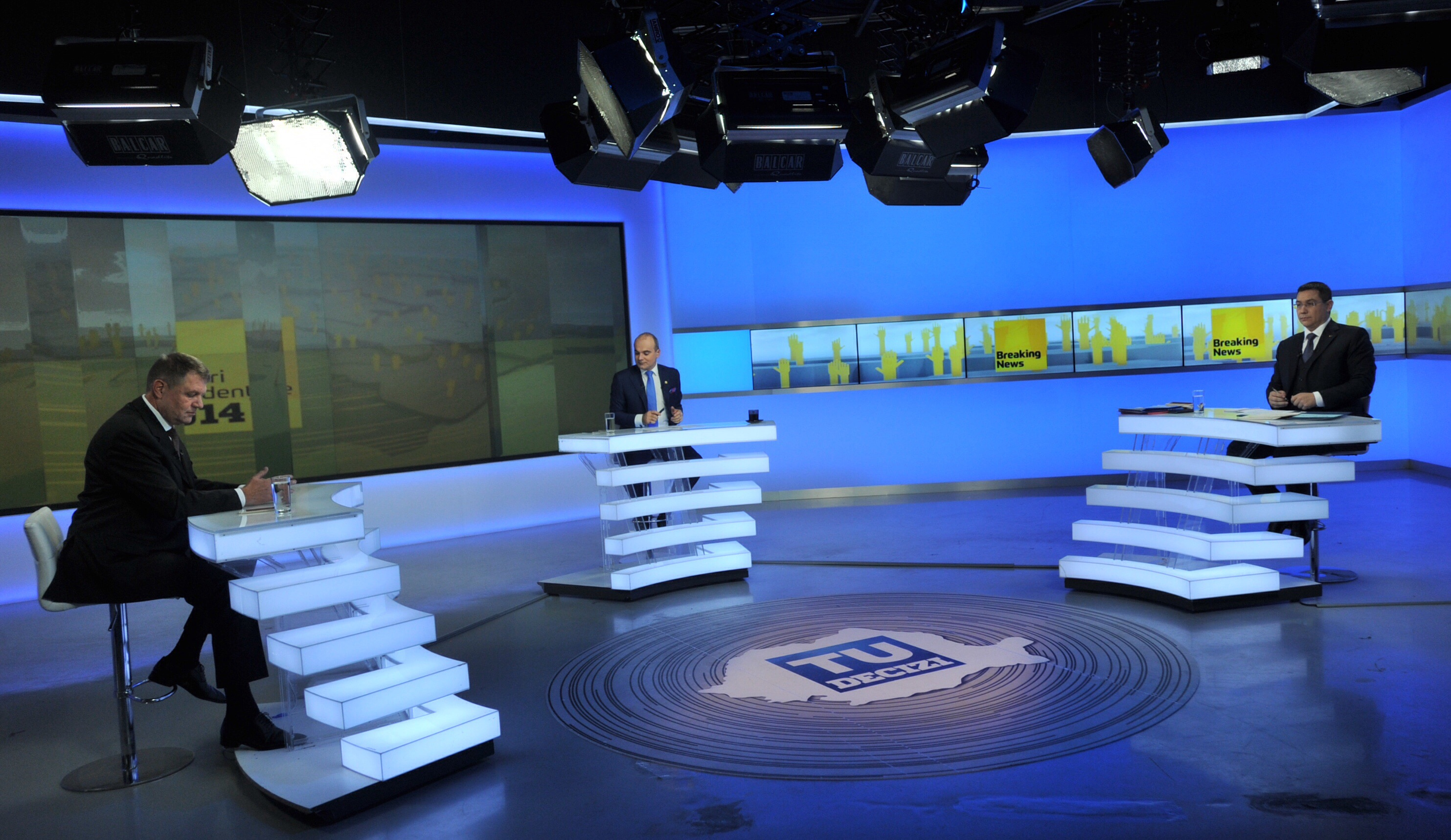

## المرشحين
| المرشح        | الحزب | عدد الأصوات |
| ------------- | ----- | ----------- |
| كلاوس يوهانيس |       |             |